# Hike

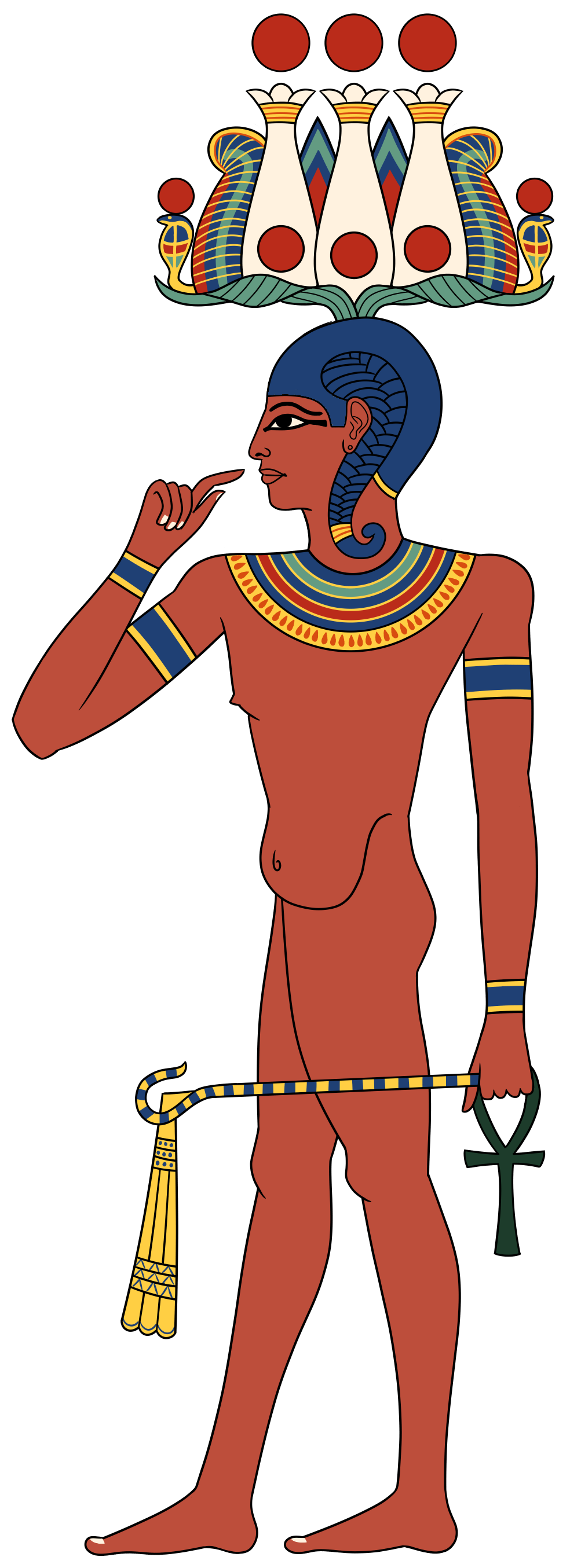
Hike

Hike är en ormgud i egyptisk mytologi, han är magin och läkarnas beskyddare.  Han var son till Atum eller Khnum och Menhit. Han förknippas med Shu.